# Ben Lundgaard
Benjamin Cunningham Lundgaard (Wilmington, Delaware, Estados Unidos, 2 de septiembre de 1995) es un futbolista estadounidense. Juega de portero.
Lundgaard jugó al soccer universitario entre 2014 y 2017 para los Virginia Tech Hokies del Instituto Politécnico y Universidad Estatal de Virginia. Fue seleccionado por el Columbus Crew en el Superdraft de la MLS 2018, aunque no llegó a debutar por el club de la MLS y fue enviado a préstamo al Indy Eleven y el Pittsburgh Riverhounds. Para la temporada 2020 fichó por el Atlanta United 2, y forma parte del primer equipo desde la temporada 2021.

## Clubes
| Club                              | País           | Año       |
| --------------------------------- | -------------- | --------- |
| Fresno Fuego                      | Estados Unidos | 2016      |
| New York Red Bulls Sub-23         | Estados Unidos | 2017      |
| Columbus Crew                     | Estados Unidos | 2018-2019 |
| Indy Eleven (préstamo)            | Estados Unidos | 2018      |
| Pittsburgh Riverhounds (préstamo) | Estados Unidos | 2019      |
| Atlanta United 2                  | Estados Unidos | 2020      |
| Atlanta United                    | Estados Unidos | 2021      |
| Atlanta United 2 (préstamo)       | Estados Unidos | 2021      |

## Palmarés

### Títulos nacionales
| Título                                         | Club                      | País           | Año  |
| ---------------------------------------------- | ------------------------- | -------------- | ---- |
| Central Pacific Division (PDL)                 | Fresno Fuego              | Estados Unidos | 2016 |
| Premier Development League (temporada regular) | New York Red Bulls Sub-23 | Estados Unidos | 2017 |
| Mid Atlantic Division (PDL)                    | New York Red Bulls Sub-23 | Estados Unidos | 2017 |
| Eastern Conference (USL)                       | Pittsburgh Riverhounds    | Estados Unidos | 2019 |